# Густав Фаберже
Густав Фаберже́ (1814 – 1893) е руски бижутер и баща на знаменития Петер Карл Фаберже, създателя на яйцата на Фаберже. Той започва своето ювелирно дело през 1842 г. в Санкт Петербург и по-късно наследява неговото дело.
Баща му Пиер Фаври се премества в балтийската провинция Ливония, която става част от Руската империя идвайки от Германия през около 1800 г. Семейството му – хугеноти живели в Германия, напускайки Франция след религиозни преследвания в края на 17 век, след отмяната на Нантския едикт.

## Памет
На 3 януари 2015 г. в родния му град Пярну е открит паметник на Густав Фаберже.